# Amaru Ñan (Trolebús de Quito)
Amaru Ñan es la tercera parada del Corredor Trolebús, en el sur de la ciudad de Quito. Se ubica en la avenida Quitumbe Ñan, intersección con Amaru Ñan, en la parroquia Quitumbe. Fue construida durante la administración del alcalde Roque Sevilla e inaugurada durante la administración de Augusto Barrera (2010), como parte de la segunda ampliación del sistema hacia el extremo más meridional de la urbe.
El 27 de mayo de 2016, durante la alcaldía de Mauricio Rodas, fue reinaugurada tras un proceso de remodelación que incluyó no sólo el cambio de aspecto de la estructura con vidrio transparente y techos ecológicos, sino que también se la adecuó internamente con red gratuita de wifi, iluminación led, accesibilidades para gente con discapacidad y un moderno sistema de vigilancia.
Toma su nombre del barrio homónimo en el que se encuentra la estructura, sirviendo al sector circundante, y que significa camino de la serpiente, por lo que su iconografía es una serpiente reptando.